# Georg Ferdinand von Waldburg-Zeil

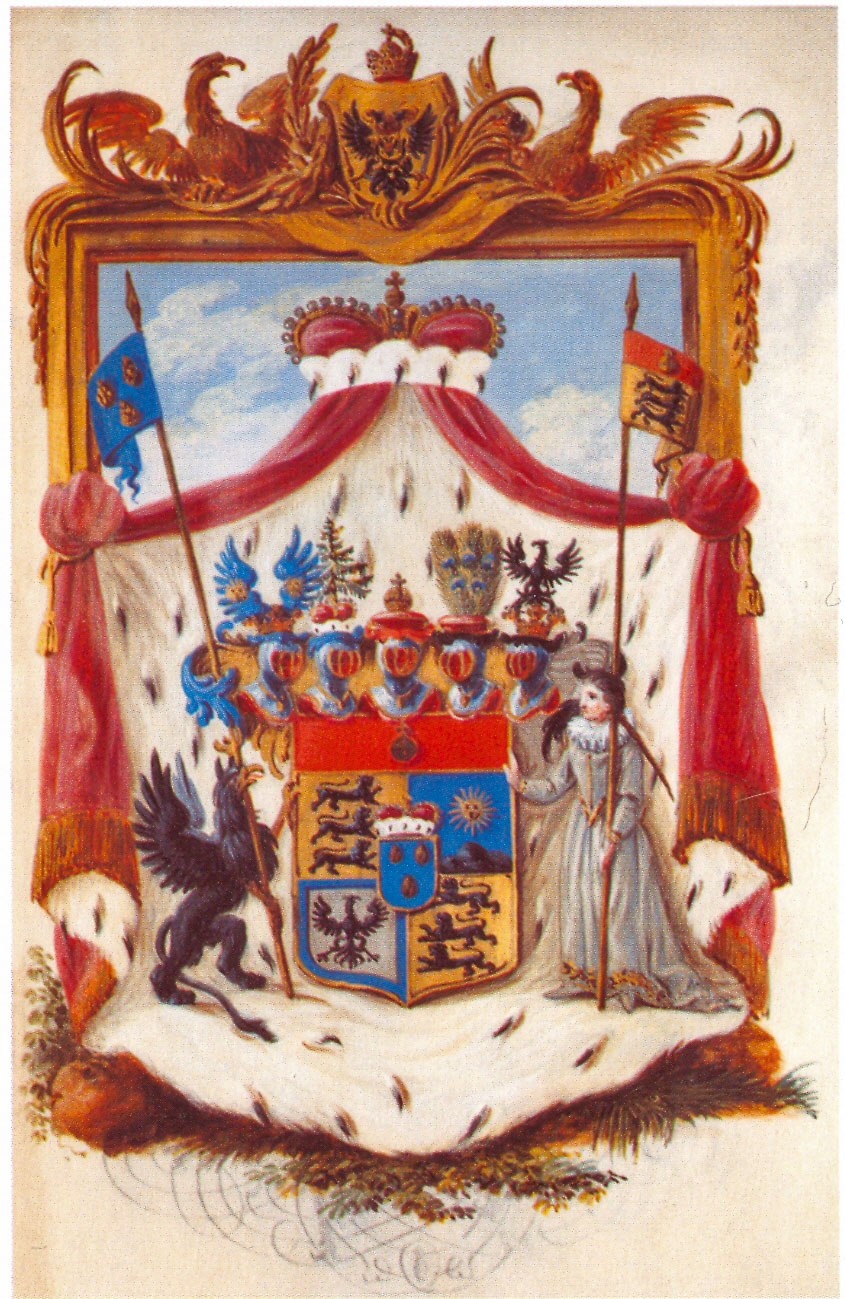
Wappen der Fürsten von Waldburg zu Zeil und Trauchburg

Georg Ferdinand von Waldburg zu Zeil und Trauchburg (* 8. Januar 1823 auf Schloss Zeil; † 14. August 1866, in Regensburg) war ein Fürstensohn aus der Linie Zeil des oberschwäbischen Adelsgeschlechts der Truchsesse von Waldburg, Jesuitenpater, sowie überregional bekannter Volksmissionar, Kanzelredner und Dichter.

## Leben und Wirken
Er wurde geboren als Sohn des Fürsten Franz von Waldburg zu Zeil und Trauchburg (1778–1845) und dessen 3. Ehefrau Maria Theresia Freiin von der Wenge zu Beck (1798–1864). Sie war die Tante von Bischof Wilhelm Emmanuel von Ketteler, die Schwester seiner Mutter.
Georg Ferdinand von Waldburg zu Zeil und Trauchburg besuchte das Kollegium St. Michael, trat mit 17 Jahren im Kollegium Spiritus Sanctus zu Brig als Novize in den Jesuitenorden ein und wurde zum Studium nach Rom entsandt. Dort erhielt er 1848 die Priesterweihe, musste jedoch wegen der Revolution in die Heimat flüchten, wo er auf Schloss Zeil seine erste Hl. Messe hielt.
Pater von Zeil, wie er meist genannt wurde, trat überregional in Deutschland als Prediger von Volksmissionen auf. Dadurch und durch seine fürstliche Abstammung erreichte er einen hohen Bekanntheitsgrad. Wolfgang Menzel schreibt darüber in seiner Geschichte Europa’s vom Sturze Napoleons bis auf die Gegenwart (1816–1856):

„Unmittelbar nach der Unterdrückung des badischen Aufstandes wurden überall im Seekreise, im benachbarten Württemberg, Bayern und bis tief hinab am Rhein Missionen abgehalten von Jesuiten ... Ein junger Fürst von Waldburg-Zeil, der Gesellschaft Jesu angehörend, predigte dem noch von der Hitze des Aufruhrs glühenden Volk den Frieden und die Liebe des Heilandes an derselben Stelle, wo sein Ahnherr, Georg Truchseß von Waldburg, es unter den Hufen seiner Rosse zertreten hatte. Die Andacht, mit der das Volk die Väter anhörte, war eine durchaus freiwillige und so allgemeine, daß es niemand wagte, weder die von so viel Ehrfurcht umgebenen Prediger zu stören, noch ihnen den verhaßten Jesuitennamen vorzuwerfen. “

Nebenbei schrieb der Geistliche Gedichte, von denen die besten 1857 als Sammelband im Verlag Kirchheim zu Mainz erschienen. Sie wurden teilweise noch bis in die Mitte des 20. Jahrhunderts auf Gebetsbildchen verbreitet.
Das genannte Buch enthält auch ein autobiographisches Gedicht über des Paters Flucht 1848 von Rom auf sein Stammschloss.
Hermann von Vicari wünschte sich Wilhelm Emmanuel von Ketteler oder dessen Cousin Georg von Waldburg-Zeil als Koadjutor-Bischof von Freiburg im Breisgau.
Wegen der von Pater Zeil im Speyerer Dom und an anderen Orten des Bistums, z. B. in Landstuhl und Grünstadt, abgehaltenen Volksmissionen kam es 1851 zwischen Bischof Nikolaus von Weis und der bayerischen Regierung zu einer Kontroverse, da zuvor nicht um eine Genehmigung nachgesucht worden war.
Pater Georg Ferdinand von Waldburg-Zeil ist auch der Großonkel des berühmten NS-Gegners Kardinal Konrad von Preysing. Dessen Großmutter Anna von Waldburg-Zeil (1821–1849) war die Schwester von Pater Georg Ferdinand.
Der Jesuit traute 1860 in St. Ludwig zu München seine Nichte Sophie Leopoldine Ludovica von Arco-Zinneberg (1836–1909) mit dem Grafen Franz Xaver Joseph von Waldburg zu Wolfegg und Waldsee (1833–1906). Sie wurde später wegen ihrer selbstlosen Wohltätigkeit auch die "Mutter Oberschwabens" genannt; ihr Sohn Erbgraf Friedrich (1861–1895) trat ebenfalls dem Jesuitenorden bei.

## Werke
- Gedichte von Pater Georg von Waldburg-Zeil, Kirchheim, Mainz, 1857. Komplettscan des Buches